# Sarah Stevenson
Sarah Stevenson (ur. 30 marca 1983 w Doncasterze) – brytyjska zawodniczka taekwondo, brązowa medalistka olimpijska, dwukrotna mistrzyni świata, czterokrotna mistrzyni Europy.
Trzykrotna uczestniczka igrzysk olimpijskich. Brązowa medalistka igrzysk olimpijskich w Pekinie w 2008 roku w kategorii powyżej 67 kg i zdobywczyni jedenastego miejsca w 2004 roku w Atenach. W debiucie na igrzyskach olimpijskich w 2000 roku w Sydney zdobyła 4. miejsce.
Jest dwukrotna złotą medalistką mistrzostw świata (2001, 2011) i zdobywczynią srebrnego medalu w 2005 roku. Czterokrotna mistrzyni Starego Kontynentu (1998, 2005, 2006, 2010) i dwukrotna wicemistrzyni (2002, 2004).